# Галактичні групи та скупчення галактик

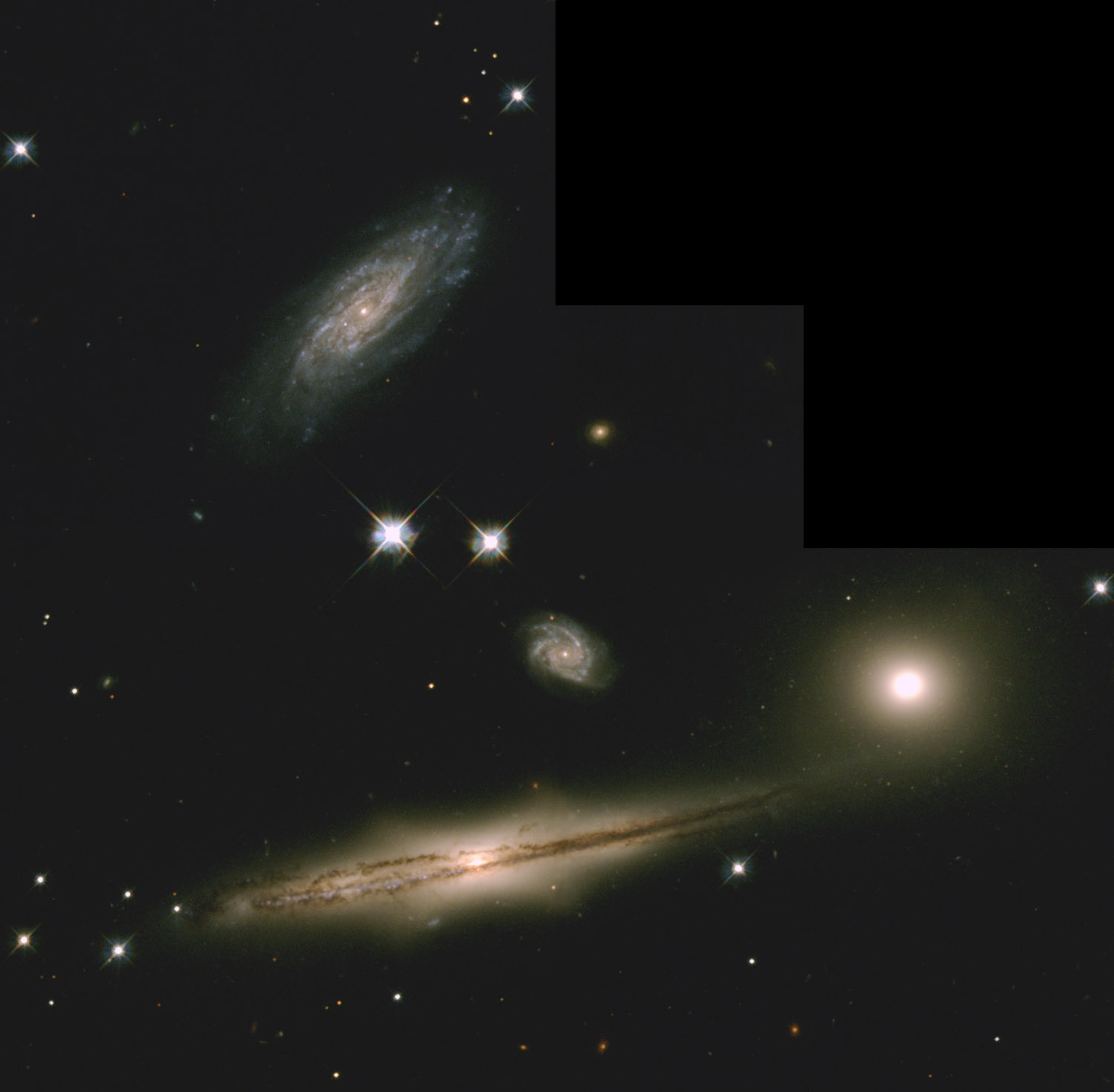
Компактна група галактик HCG 87

Галактичні групи та скупчення галактик є сукупністю галактик у Всесвіті.
Розподілені галактики нерівномірно, а скупченнями є структури, що виникли під дією гравітації та тримаються разом з моменту розширення Всесвіту. Групи та скупчення галактик утворюють ще більші об'єкти — надскупчення галактик. Галактики, що не входять до груп та скупчень, називають галактиками поля. Вважається, що всі ці структури є частинами великомасштабного розподілу скупчень і галактичних ниток (англ. Voids), скупчених навколо розріджених порожнеч. Розвиток цієї масштабної структури Всесвіту з малих випадкових коливань щільності після Великого вибуху та під дією гравітації є важливою темою в космології.

## Галактичні групи
Скупчення з менш ніж 50 галактиками в об'ємі до 10 мільйонів світлових років у діаметрі називаються групами. Їх маса становить близько 1013 мас Сонця; Розкид пекулярних швидкостей галактик у групі становить близько 150 км/с.
Немає чіткого розмежування груп від скупчень галактик. Наша система Чумацького Шляху також належить до групи, а саме до Місцевої групи.
Окрім Чумацького Шляху, сюди входять спіральна галактика M 31 у сузір'ї Андромеди, M 33 у сузір'ї Трикутника та кілька галактик-супутників, як-от, наприклад, Магелланові хмари.

## Скупчення галактик

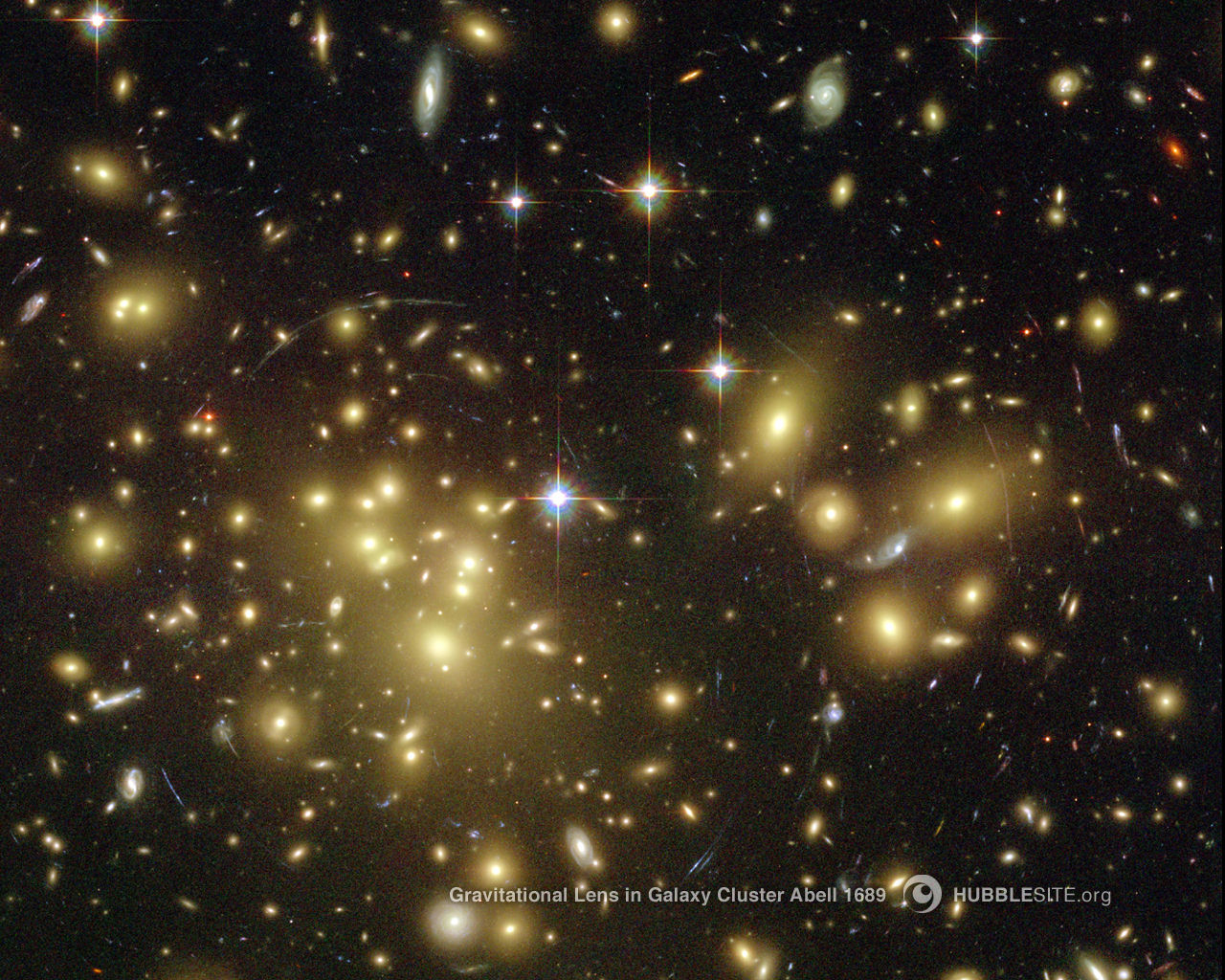
Скупчення галактик Abell 1689 із фоновими галактиками, спотвореними в дуги гравітаційним лінзуванням

Скупчення галактик мають розмір до кількох тисяч окремих галактик, усі з яких рухаються з різною швидкістю в спільному полі тяжіння. Відповідно до сучасного стану досліджень, вони є найбільшими структурами у Всесвіті, які гравітаційно пов'язані. Маса становить від 1014 до 1015 мас Сонця, як правило, в області від 10 до 20 мільйонів світлових років, зі швидкостями, що варіюються приблизно від 500 до 1000 км/с (так звані пекулярні швидкості). Основну частину маси скупчення галактик становить темна матерія (близько 80 %).
Скупчення галактик пронизані тонким гарячим газом із температурою від 10 до 100 мільйонів кельвінів, який можна спостерігати завдяки його рентгенівському випромінюванню. Цей газ становить близько 15 % маси скупчення галактик. Решта маси (5 %) припадає на зорі й планети. У центрі скупчення часто розташована величезна еліптична галактика, як M 87 у центрі найближчого до нас скупчення галактик, скупчення галактик Діви в сузір'ї Діви. У сузір'ї Печі гігантська еліптична галактика NGC 1399 розташована в центрі галактичного скупчення Печі, яке розташоване лише трохи далі, ніж галактичне скупчення Діви. Воно має розширене дифузне гало і тому є так званою галактикою cD-типу, найближчою до нас. Іншим сусіднім скупченням, галактики якого все ще можна побачити за допомогою трохи більших аматорських телескопів, є скупчення галактик Волосся Вероніки в сузір'ї Волосся Вероніки. Це скупчення галактик є типовим прикладом великого скупчення галактик, у центрі якого домінують дві гігантські еліптичні галактики cD-типу. Це скупчення розміщено на відстані приблизно 300 мільйонів світлових років.
У центральних областях галактичних скупчень зустрічаються переважно еліптичні галактики, тоді як галактики на краю скупчень, галактики в групах і галактики поля є переважно спіральними галактиками.

## Зовнішні посилання
- Atlasoftheuniverse.com: групи галактик — огляд найближчих груп галактик
- Atlasoftheuniverse.com: галактичні скупчення — огляд найближчих скупчень і надскупчень галактик
- Cosmus — завантажувана тривимірна симуляція скупчень галактик